# Plitvicei-tavaki incidens
A plitvicei-tavaki incidens (horvátul:  Krvavi Uskrs na Plitvicama, azaz Plitvicei véres húsvét) egy fegyveres összecsapás volt a horvát függetlenségi háború elején. 1991. március 31-én a horvát rendőrség és a horvátországi székhelyű, szerb Krajinai Szerb Autonóm Terület (SAO Krajina) fegyveres erői vívták a horvátországi Plitvicei-tavaknál. A harcok a Plitvicei-tavak Nemzeti Park SAO Krajina általi birtokbavételét követték, melyek során Horvátország visszafoglalta a területet. Az összecsapás során mindkét oldalon egy-egy személy vesztette életét, és ez hozzájárult az etnikai feszültségek súlyosbodásához.
A harcok arra késztették a jugoszláv elnökséget, hogy parancsot adjon a Jugoszláv Néphadseregnek (Jugoslovenska Narodna Armija – JNA), hogy avatkozzon be, és hozzon létre ütközőzónát a szembenálló erők között. A JNA egységei másnap érkeztek a helyszínre, és ultimátumot intéztek Horvátországhoz, amelyben a rendőrség visszavonását követelték. Annak ellenére, hogy a Plitvicei-tavak környékét elfoglaló különleges rendőri egységek április 2-án kivonultak, az újonnan létrehozott horvát rendőrőrs 90 rendőrrel a helyén maradt. A rendőrőrsöt a JNA három hónappal később blokád alá vette, és 1991 augusztusának végén elfoglalták.

## Előzmények
1990-ben, a Horvátországi Kommunisták Szövetsége - Demokratikus Változások Pártja választási vereségét követően az etnikai feszültségek tovább fokozódtak. A Jugoszláv Néphadsereg az ellenállás minimalizálása érdekében lefoglalta a Horvátországi területvédelem (Teritorijalna obrana – TO) fegyvereit. Augusztus 17-én a feszültség a horvátországi szerbek nyílt lázadásává fajult, amelynek központjai dalmáciai Knin körüli, túlnyomórészt szerbek lakta terület, valamint Lika, a Kordun, a Banovina régiók és Kelet-Horvátország egyes részei voltak. 1990 júliusában annak érdekében, hogy koordinálják Franjo Tuđman horvát elnök Horvátország függetlenségére törekvő politikájával szembeni ellenállást létrehozták a Szerb Nemzeti Tanácsot. Elnöknek Milan Babićot, a déli Knin város fogorvosát választották meg, Knin rendőrfőnöke, Milan Martić pedig félkatonai milíciákat hozott létre. A két férfi végül Horvátország szerbek lakta területeit magába foglaló SAO Krajina politikai és katonai vezetője lett.
1991 elején Horvátországnak nem volt reguláris hadserege. Védelmének megerősítése érdekében Horvátország megduplázta rendőri erőinek létszámát, mintegy 20 000 főre. A haderő leghatékonyabb része a 3000 fős különleges rendőri egység volt, amelyet 12 katonai szervezetnek megfelelő zászlóaljba osztottak. Ezen kívül 9000–10 000 regionálisan szervezett tartalékos rendőr működött. A tartalékos rendőrséget 16 zászlóaljban és 10 században állították fel, de nekik nem voltak fegyvereik.
Az ellenőrzésük alatt álló területek megszilárdítása érdekében a horvátországi szerb vezetők 1991. március 25-én politikai gyűlést szerveztek a Plitvicei-tavaknál, és követelték a területnek a Szerb Autonóm Krajinához való csatolását. Három nappal később, március 28-án az SAO Krajina különleges rendőrsége elfoglalta a területet, és fegyveres civilek segítségével eltávolította a Plitvicei-tavak Nemzeti Park horvát vezetését. Az SAO Krajina által a Plitvicei-tavakhoz telepített haderőt körülbelül 100 főre becsülték. A régió viszonylag gyéren lakott volt, és nem jelentett nyilvánvaló veszélyt a szerbekre nézve. Tim Judah újságíró azt sugallja, hogy a lépést az a vágy motiválhatta, hogy ellenőrizzék azt az észak-déli irányú stratégiai utat, amely a parkon keresztül haladt, összekötve a Lika és Banovina régiók szerb közösségeit.

## Az incidens
Horvátország különleges rendőri erőket vetett be, melynek főerői a Zágráb környékén állomásozó a Lučko, Rakitje és Sljeme különleges rendőri egységek voltak, amelyek mellé Károlyvárosból és Gospićból vontak ki további rendőri erőket, hogy visszafoglalják a Plitvicei-tavak területét. A horvát rendőrség Josip Lucić parancsnoksága alatt több buszt és személygépkocsit, valamint egy páncélozott szállítóeszközt vett igénybe, hogy megközelítse a Plitvicei-tavak környékét. A Rakitje különleges rendőri egység (SPU) 180 fős fő csoportja, közvetlenül Lucić parancsnoksága alatt, sűrű ködben érkezett meg Zágrábból a Korana folyó hídján keresztül vezető főút mentén. A hidat a Lučko egység nem sokkal 1991. március 30-án éjfél előtt biztosította. Az egyik segéderő a Plitvicei-tavakat Ličko Petrovo Selón keresztül közelítette meg, míg a Kumrovec SPU-t a tavak és a Gospić közötti területen telepítették ahol, hogy biztosítsák a fő csapás jobb szárnyát elfoglalták a Ljubovo-hágót. A teljes támadóerő megközelítőleg 300 katonából állt.
A közeledő konvojon 1991. március 31-én, húsvétvasárnap reggel 7 óra előtt az SAO Krajina erők által a Plitvicei-tavak közelében felállított barikádnál lesből rajtaütöttek. Míg egyesek ellenállnak és viszonozták a tüzet, menekülésre kényszerítve a szerbeket, mások a sebesültekről gondoskodtak. Néhányan csak könnyebben sérültek meg, de voltak súlyosabb sérültek is. A többiek állandó lövések közepette gyalog indultak tovább a Jezero Hotel felé. Itt szétváltak, egy részük a Poljana étterem, a többiek a posta felé nyomultak előre. A horvát előrenyomulást, amelyet a mély hó is akadályozott, csak hat sebesült árán sikerült elérni. A támadóerő délelőtt 11 órára elérte célját. Amikor a támadó hadművelet a végéhez ért, a horvát hadsereg elszenvedte a horvát függetlenségi háború első harci veszteségét. Josip Jovićot a SAO Krajina visszavonuló csapatait fedező géppuska tüze ölte meg. Nem sokkal ezután a Jugoszláv Légierő egy Mil Mi-8-as helikoptert küldött mindkét oldal sebesültjeinek ellátására, amely másfél óra múlva hagyta el a területet. A helikoptert Josip Boljkovac horvát belügyminiszter kérésére Anton Tus vezérezredes, a Jugoszláv Légierő akkori parancsnoka küldte ki.
Amint a Plitvice körüli harcok véget értek, szórványos lövöldözéseket jelentettek délre Titova Korenica közelében is. Még aznap délután a Plitvicei-tavaknál felállítottak egy horvát rendőrőrsöt, amelynek parancsnokává Tomislav Iljićet nevezték ki. Az állomáson körülbelül 90 rendőr teljesített szolgálatot, akiket Gospićból vezényeltek át.
A jugoszláv elnökség még aznap este rendkívüli ülést tartott, hogy megvitassák az összecsapást. Az elnökség szerb tagjának, Borisav Jovićnak a követelésére a JNA parancsot kapott, hogy avatkozzon be, vegye át a terület irányítását, és akadályozza meg a további harcokat. A szerb parlament rendkívüli ülését is összehívták, mely az összecsapásokat virtuális casus belliként kezelve megszavazta, hogy a krajnai szerbeknek a Zágrábbal való konfliktusukban „minden szükséges segítséget” felajánlanak. A következő napon a SAO Krajina határozatot fogadott el, amely szerint a terület Szerbiához csatlakozik, amelynek alkotmányát és törvényeit a szerb fennhatóság alatti horvátországi területeken alkalmazza. A horvát hatóságok azzal vádolták Szerbia elnökét, Slobodan Miloševićet, hogy a zavargásokat ő irányította annak érdekében, hogy megtörje Horvátországnak a függetlenség kikiáltására vonatkozó elhatározását, hacsak Jugoszláviát nem alakítják át laza konföderációvá. Azzal is vádolták, hogy megpróbálta rábeszélni a JNA-t a horvát kormány megdöntésére.

## A Jugoszláv Néphadsereg beavatkozása
Április 1-jén a JNA az 1. és az 5. katonai körzet egységeit bevetve ütközőzónát hozott létre a Plitvicei-tavaknál a hadviselő felek elválasztására. A bevetett csapatokat a 329. páncélosdandár banja lukai páncélos zászlóalja, a 6. hegyi dandár delnicei székhelyű zászlóaljának egy felderítő százada, a 4. páncélosdandár jasztrebarszkai és károlyvárosi gépesített zászlóalja, a 306. zágrábi székhelyű könnyű légelhárító tüzérezred, a szamobori székhelyű 367. távírászezred távírász százada, a fiumei székhelyű 13. katonai rendőrzászlóalj százada és a fiumei székhelyű 13. proletár gépesített dandár légelhárító tüzérütege képezte. Az 5. katonai körzet a Plitvicei-tavaknál felállított egy előretolt parancsnoki állást. A JNA haderőt a Plitvicei-tavaknál Ivan Štimac ezredes irányította.
Az 5. katonai körzet parancsnoka, Andrija Rašeta vezérőrnagy, aki a JNA beavatkozását irányította, azt mondta a médiának, hogy emberei egyik oldalt sem védik, és csak azért vannak jelen, hogy meghatározatlan ideig megakadályozzák az etnikai összecsapásokat. A horvát kormány azonban hevesen reagált a JNA lépésére. Tuđman segédje, Mario Nobilo azt állította, hogy a JNA azt mondta a horvát tisztviselőknek, hogy bevetik a rendőrséget, ha nem hagyják el Plitvicét. Tuđman rádióbeszédében azt mondta, hogy a JNA-t ellenséges megszálló hadseregnek fogják tekinteni, ha cselekvési iránya változatlan marad. Április 2-án a JNA ultimátumot intézett a horvát hatóságokhoz, amelyben felszólította a rendőrséget Plitvice elhagyására. A különleges rendőrség még aznap elhagyta Plitvicét, de az újonnan létrehozott rendőrőrsön dolgozó 90 rendőr a helyén maradt.

## Következmények
Az incidensben Josip Jović rendőr volt az egyetlen horvát halálos áldozat. Az SAO Krajina hadereje is elszenvedett egy halálos veszteséget a harcokban, Rajko Vukadinović az első horvátországi szerb halálos áldozat volt a háborúban. Összesen 20 ember sebesült meg, közülük hét a horvát rendőrség tagja volt. A horvát erők 29 krajinai szerb katonát fogtak el, akik közül 18-at formálisan lázadás vádjával illettek. A foglyok között volt, bár hamar szabadon engedték Goran Hadžić is, aki később a Krajinai Szerb Köztársaság elnöke lett. Hadžić szabadon bocsátását a hatóságok jóindulatú gesztusként magyarázták, de Boljkovac azt állítja, hogy azért engedték szabadon, mert 1991-ben együttműködött a horvát hatóságokkal. A harcok után hozzávetőleg 400, többségben olaszt turistát evakuáltak a Plitvicei-tavaktól.
A Plitvicei-tavaknál történt összecsapás rontotta az általános helyzetet Horvátországban, és a konfliktus eszkalációjához vezetett. Annak ellenére, hogy a horvát és a szerb erőket a JNA a Plitvicei-tavaknál szétválasztotta, a térség helyzete az összecsapást követően tovább romlott. A közeli Plaškiban a horvát rendőrök elhagyták a helyi rendőrőrsöt, és szerb rendőrök váltották őket. Az SAO Krajina és a horvát erők is több útlezárást állítottak fel a Saborsko–Lička Jesenica–Ogulin úton. Nyárra a blokádokat kiterjesztették Plaškitól északra és Saborskotól délre, ahol a horvát hatóságok április 2-án újabb 30 fős rendőrőrsöt hoztak létre. Az útlezárásokon csak a JNA járműveit engedték át, és ez élelmiszer-, gyógyszer- és áramhiányt okozott a térségben.
Május 2-án a Szerb Demokrata Párt, a SAO Krajina kormánypártja tiltakozó felvonulást valamint politikai nagygyűlést szervezett a Plitvicei-tavakhoz, követelve a horvát rendőrség kivonulását Plitvicéből. A Babić és Vojislav Šešelj vezette menetet a JNA megakadályozta abban, hogy elérje a Plitvicei-tavakat, és kénytelen volt visszatérni Titova Korenicába. A JNA július 1-jén blokádot rendelt el a Plitvicei-tavak rendőrőrsénél, azzal az ürüggyel, hogy a horvát rendőrség elrabolt és bebörtönzött két JNA-tisztet. Július 6-án az SAO Krajina erői és a JNA a Titova Korenica–Gospić úton támadásokat indított a Plitvicei-tavaktól délkeletre fekvő Ljubovo-hágó ellen, visszaszorítva a horvát nemzeti gárdát, és a hónap végére elfoglalták a hágót. A JNA a nyár folyamán a Plitvicei-tavakhoz áprilisban telepített egységekkel tovább folytatta a horvát erőkkel szembeni harcát Likában. A harcok tovább fokozódtak augusztus 30-án, amikor a JNA elfoglalta a Plitvicei-tavak rendőrőrsét, majd másnap elkezdődött a Gospići csata.
Jovićot Horvátországban a horvát szabadságharc első áldozataként tartják számon. Szülőhelyén, Aržanóban 1994-ben neki szentelt emlékművet állítottak. A háború után halála helyén is állítottak emlékművet, ahol évente megemlékeznek az összecsapásról. Az összecsapásról és Jović haláláról évente megemlékeznek a Plitvicei-tavaknál.

### Könyvek
- Armatta, Judith. Twilight of Impunity: The War Crimes Trial of Slobodan Milosevic. Durham, North Carolina: Duke University Press (2010). ISBN 978-0-82234746-0
- Bennett, Christopher. Yugoslavia's Bloody Collapse: Causes, Course and Consequences. London, England: C. Hurst & Co. (1995). ISBN 9781850652328
- Central Intelligence Agency, Office of Russian and European Analysis. Balkan Battlegrounds: A Military History of the Yugoslav Conflict, 1990–1995. Washington, D.C.: Central Intelligence Agency (2002). OCLC 50396958
- Crnobrnja, Mihailo. The Yugoslav Drama. Montreal, Quebec: McGill-Queen's University Press (1996). ISBN 9780773566156
- Goldstein, Ivo. Croatia: A History. Montreal, Quebec: McGill-Queen's University Press (1999). ISBN 9780773520172
- Discourses, Actors, Violence: The Organisation of War-Escalation in the Krajina Region of Croatia 1990–91, Potentials of Disorder: Explaining Conflict and Stability in the Caucasus and in the Former Yugoslavia. Manchester, England: Manchester University Press, 23–45. o. (2003). ISBN 9780719062414
- Hoare, Marko Attila. The War of Yugoslav Succession, Central and Southeast European Politics Since 1989. Cambridge, England: Cambridge University Press, 111–136. o. (2010). ISBN 978-1-139-48750-4
- Judah, Tim. The Serbs: History, Myth and the Destruction of Yugoslavia. New Haven, Connecticut: Yale University Press (2009). ISBN 9780300158267
- Meier, Viktor. Yugoslavia: A History of its Demise. London, England: Routledge (2013). ISBN 9781134665105
- Mesić, Stjepan. The Demise of Yugoslavia: A Political Memoir. Budapest, Hungary: Central European University Press (2004). ISBN 978-963-9241-81-7
- Nazor, Ante. Počeci suvremene hrvatske države: kronologija procesa osamostaljenja Republike Hrvatske: od Memoranduma SANU 1986. do proglašenja neovisnosti 8. listopada 1991 (horvát nyelven). Zagreb, Croatia: Croatian Homeland War Memorial Documentation Centre (2007). ISBN 9789537439019
- Petković, T.. Odelenju bezbednosti KRV i PVO, Sumarni izveštaj za 02.04.1991.g., Republika Hrvatska i domovinski rat 1990.-1995., dokumenti, knjiga 1 [archivált változat] (PDF) (szerb nyelven), Zagreb, Croatia: Croatian Memorial-Documentation Centre of the Homeland War, 102–104. o. (2007). ISBN 9789537439033. Hozzáférés ideje: 2022. október 24. [archiválás ideje: 2016. november 26.]
- Repe, Božo. Balkan Wars, Encyclopedia of Human Rights, Volume 1. Oxford, England: Oxford University Press, 138–147. o. (2009). ISBN 978-0-19-533402-9
- Wachtel, Andrew. The Dissolution of Yugoslavia, Confronting the Yugoslav Controversies: A Scholars' Initiative. West Lafayette, Indiana: Purdue University Press, 13–47. o. (2012). ISBN 978-1-55753-533-7

### Újságcikkek
- Marijan, Davor (2006. december 1.). „Djelovanje JNA i pobunjenih Srba u Lici 1990.-1992. godine” (horvát nyelven). The Review of Senj 33 (1), Kiadó: City Museum Senj – Senj Museum Society. ISSN 0582-673X.

### Tudósítások
- Capar, Luka. „Obljetnica: 'Krvavi Uskrs' na Plitvicama 1991. godine”, Večernji list , 2013. március 29.. [2013. október 14-i dátummal az eredetiből archiválva] (horvát nyelvű)
- Capar, Luka. „Obljetnica: Josip Jović – prva žrtva Domovinskog rata”, Večernji list , 2013. március 31.. [2013. október 13-i dátummal az eredetiből archiválva] (horvát nyelvű)
- Dukić, Snježana. „Na okruglom stolu i general Ivan Štimac koji je zapovijedao tenkovima JNA na Plitvicama!”, Slobodna Dalmacija , 2001. március 30.. [2013. október 29-i dátummal az eredetiből archiválva] (horvát nyelvű)
- „Obilježena 21. obljetnica akcije "Plitvice" i pogibije Josipa Jovića”, Novi list , 2012. március 31.. [2012. április 1-i dátummal az eredetiből archiválva] (horvát nyelvű)
- „Boljkovac: Goran Hadžić bio je mirotvorac, surađivao je 1991.”, Večernji list , 2011. május 30.. [2013. október 29-i dátummal az eredetiből archiválva] (horvát nyelvű)
- Radoš, Ivica. „Obljetnica krvavog Uskrsa 1991.: Posljednje riječi su mu bile: 'Tata, tata'”, Jutarnji list , 2006. március 30.. [2013. október 29-i dátummal az eredetiből archiválva] (horvát nyelvű)
- „Roads Sealed as Yugoslav Unrest Mounts”, The New York Times , 1990. augusztus 19.. [2013. szeptember 21-i dátummal az eredetiből archiválva]
- Sudetic, Chuck. „Deadly Clash in a Yugoslav Republic”, The New York Times , 1991. április 1.. [2013. június 14-i dátummal az eredetiből archiválva]
- Vidović, Iva. „Branitelji se povukli sa skupa na Plitvicama: Gdje je predsjednik?!”, Večernji list , 2013. március 31.. [2013. október 14-i dátummal az eredetiből archiválva] (horvát nyelvű)

### Egyéb források
- In memoriam: Josip Jović (horvát nyelven). Ministry of the Interior (Croatia), 2011. március 29. [2014. április 27-i dátummal az eredetiből archiválva].
- Nazor, Ante (2012. október 1.). „Krvavi Uskrs – Akcija Plitvice” (horvát nyelven). Hrvatski vojnik (407), Kiadó: Ministry of Defence (Croatia). [2014. április 27-i dátummal az eredetiből archiválva]. ISSN 1333-9036. (Hozzáférés: 2022. október 24.)
- The Prosecutor vs. Milan Martic – Judgement (PDF). International Criminal Tribunal for the former Yugoslavia, 2007. június 12.
- Žužul, Marija. Josip Jović – Prva žrtva Domovinskog rata, Policija u Domovinskom ratu 1990.-1991. (PDF) (horvát nyelven), Ministry of the Interior (Croatia), 21–27. o. (2010)

## Fordítás
Ez a szócikk részben vagy egészben  a   Plitvice Lakes incident című angol Wikipédia-szócikk ezen változatának fordításán alapul.  Az eredeti cikk szerkesztőit annak laptörténete sorolja fel. Ez a jelzés csupán a megfogalmazás eredetét és a szerzői jogokat jelzi, nem szolgál a cikkben szereplő információk forrásmegjelöléseként.